# サンセット・サンライズ (小説)
『サンセット・サンライズ』は、楡周平による日本の小説。コロナ禍でテレワークが当たり前になったことを機に東京の大企業に勤める釣り好きのサラリーマンが宮城県南三陸に「お試し移住」を始める物語を、地方の過疎化や東日本大震災などの社会問題を交えて描いている。
『小説現代』（講談社）にて2021年8月号～9月号に連載された後、2022年1月26日に同社から加筆・修正の上で単行本化され、2024年10月16日に講談社文庫から文庫化された。
2025年に映画版が公開された。

## 書誌情報
- 楡周平『サンセット・サンライズ』
  - 2022年1月26日発売[1]、講談社（単行本）、ISBN 978-4-06-526406-5
  - 2024年10月16日発売[4]、講談社文庫、ISBN 978-4-06-536667-7

## 映画
2025年1月17日に公開された。監督は岸善幸、脚本は宮藤官九郎、主演は菅田将暉。また、監督の岸と主演の菅田は2017年の映画『あゝ、荒野』以来、7年ぶりのタッグとなる。
撮影は2023年9月から10月にかけて宮城県気仙沼市をメインに行われた。

### キャスト
- 西尾晋作：菅田将暉
- 関野百香：井上真央[6]
- 倉部健介（ケン）：竹原ピストル[6]
- 山城進一郎：山本浩司[6]
- 平畑耕作：好井まさお[6]
- 澤村千佳：藤間爽子[6]
- 玉木桜子：茅島みずき[6]
- 村山茂子：白川和子[6]
- 黒川重蔵：ビートきよし[6]
- 狩野和彦：半海一晃[6]
- 小柳課長：宮崎吐夢[6]
- 平野武則：少路勇介[6]
- 村山信夫：松尾貴史[6]
- 西尾淳一：みのすけ[9]
- 西尾雅恵：長野里美[10]
- 高森武（タケ）：三宅健[6]
- 持田仁美：池脇千鶴[6]
- 大津誠一郎：小日向文世[6]
- 関野章男：中村雅俊[6]
- 船上のカップル：松浦祐也[11]、円井わん[12]
- 姫川玲香：あべまみ[13]
- 西尾晋二：川合諒[14]
- 村山信之介、村山信二：本間剛[15]、村上大樹
- 関野秀典：大迫一平[16]
- 関野良太：千北怜衣[17]
- 関野瑞希：千北奈々[18]
- 関野百香邸を借りた女性：小野寺ずる[注 1][19]、高山璃子[20]
- ：今村莉都
- ：塚村友陽
- ニュースキャスター：藤田真奈美
- アナウンサー：多田羅りか[21]、林宙紀[21]

### スタッフ
- 原作：楡周平『サンセット・サンライズ』（講談社文庫）
- 監督：岸善幸
- 脚本：宮藤官九郎
- 音楽：網守将平[22][23]
- 歌唱：青葉市子[22][23]
- インスパイアソング：GRe4N BOYZ「シオン」[24]
- 製作：石井紹良、神山健一郎、山田邦雄、竹澤浩、角田真敏、渡邊万由美、小林敏之、渡辺章仁[22][23]
- 企画・プロデュース：佐藤順子[5][22][23]
- エグゼクティブプロデューサー：中村優子、杉田浩光[22][23]
- プロデューサー：富田朋子[22][23]
- 共同プロデューサー：谷戸豊[22][23]
- 撮影：今村圭佑[22][23]
- 照明：平山達弥[22][23]
- 録音：原川慎平[22][23]
- 音響効果：大塚智子[22][23]
- キャスティング：田端利江、山下葉子[22][23]
- 美術：露木恵美子[22][23]
- 装飾：松尾文子、福岡淳太郎[22][23]
- スタイリスト：伊賀大介[22][23]
- 衣装：田口慧[22][23]
- ヘアメイク：新井はるか[22][23]
- 助監督：山田卓司[22][23]
- 制作担当：宮森隆介、田中智明[22][23]
- 編集：岡下慶仁[22][23]
- ラインプロデューサー：塚村悦郎[22][23]
- 配給：ワーナー・ブラザース映画[5][22][23]
- 制作プロダクション：テレビマンユニオン[5][23]
- 製作幹事：murmur[5]
- 製作：「サンセット・サンライズ」製作委員会（murmur、テレビマンユニオン、ワーナー・ブラザース映画、KDDI、講談社、TopCoat、TCエンタテインメント、ローソングループ）